# Рокль, Рудольф
Рудольф Рокль (чеш. Rudolf Rokl; 16 декабря 1941, Рихнов-над-Кнежноу, Протекторат Богемии и Моравии — 23 сентября 1997, Прага, Чехия) — чехословацкий и чешский джазовый музыкант-клавишник, пианист, органист, композитор, аранжировщик. Заслуженный артист Чехословакии.

## Биография
Играл на пианино с 4-летнего возраста. В 1948 году выиграл конкурс молодых пианистов в Остраве, после чего сделал свои первые студийные аудиозаписи. В 1953 году познакомился с Франтишеком Раухом, по инициативе которого с 1955 года начал заниматься в консерватории по классу игры на фортепиано, изучал классическую музыку и композицию.
В 1958 году впервые выступил перед публикой с оркестром Карела Влаха.
С 1958 года играл в джазовом трио с легендарным чешским джазовым контрабасистом Люжеком Хуланом и барабанщиком Иваном Доминаком, записывали свои выступления с легендарной группой Studio 5. На рубеже 1950-х и 1960-х годов работал пианистом в «Laterna magica», сезон 1964—1965 годов провёл в театре «Семафор». С 1959 по 1967 год выступал как пианист Танцевального оркестра Чехословацкого радио в Праге. Разносторонний музыкант, наряду с популярной музыкой, в основном, посвятил себя джазу и классической музыке, играл музыку кантри.
В 1958 году познакомился с молодым и начинающим певцом Карелом Готтом, с которым вскоре сблизился и много лет дружил. В начале 1960 — х годов поступил в Академию исполнительских искусств в Праге, ученик профессора Франтишека Рауха.
В 1966 году занял второе место на Международном конкурсе интерпретаторов джаза в Вене (Австрия) (первое место занял Ян Хаммер). В середине 1960-х годов вместе с Карелом Готтом совершил 6-ти месячное турне по США, выступал в Лас-Вегасе. Вернувшись из-за границы, стал незаменимым участником оркестра Стайдла и Карела Готта, был изобретательный музыкантом, аранжировщиком и композитором до своей кончины.
В последние годы жизни имел проблемы с алкоголизмом. Умер в возрасте 55 лет от рака гортани.
Похоронен на кладбище Малвазинки в Праге.

## Память
- Почётный гражданин Праги 2.
- На родине в г. Рихнов-над-Кнежноу установлен бюст музыканта.